# África do Sul-Argentina em futebol
África do Sul-Argentina em futebol refere-se ao confronto entre as seleções da África do Sul e da Argentina no futebol. As duas equipes enfrentaram-se em partidas amistosas até hoje.

## Histórico
Histórico do confronto entre África do Sul e Argentina no futebol profissional, categoria masculino:
| Data               | Cidade                      | Jogo                      | Resultado | Competição    |
| 13 de maio de 1995 | Johannesburgo África do Sul | África do Sul - Argentina | 1 - 1     | jogo amigável |
| 25 de maio de 1998 | Buenos Aires Argentina      | Argentina - África do Sul | 2 - 0     | jogo amigável |

## Estatísticas
- Atualizado até 14 de julho de 2014[3]

| Equipe        | Jogos | Vitórias | Empates | Gols marcados |
| ------------- | ----- | -------- | ------- | ------------- |
| África do Sul | 2     | 0        | 1       | 1             |
| Argentina     | 2     | 1        | 1       | 3             |

### Números por competição
| Competição    | Jogos | Vitórias da África do Sul | Empates | Vitórias da Argentina | Gols da África do Sul | Gols da Argentina |
| ------------- | ----- | ------------------------- | ------- | --------------------- | --------------------- | ----------------- |
| Jogo amigável | 2     | 0                         | 1       | 1                     | 1                     | 3                 |
| Total         | 2     | 0                         | 1       | 1                     | 1                     | 3                 |

### Artilheiros
- Atualizado até 14 de julho de 2014

| Gols  | África do Sul  | Argentina                                         |
| ----- | -------------- | ------------------------------------------------- |
| 1 gol | Doctor Khumalo | Ariel Ortega, Gabriel Batistuta, Marcelo Gallardo |
| Total | 1              | 3                                                 |